# Judo ai Giochi della XXX Olimpiade

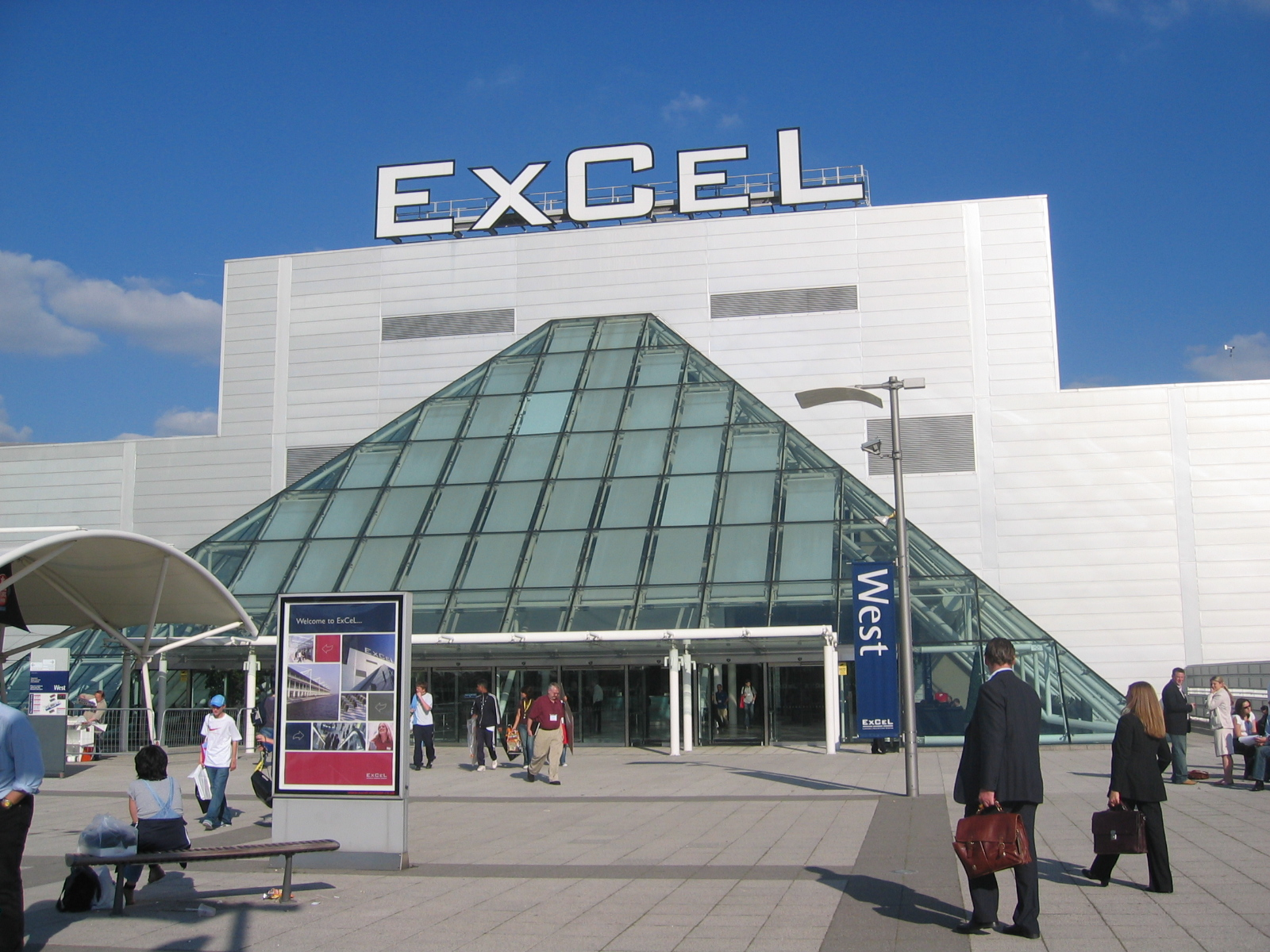
ExCel Exhibition Centre

Le prove di judo ai Giochi di Londra si sono svolte tra il 28 luglio e il 3 agosto 2012 all'ExCeL Exhibition Centre. Il programma prevedeva 14 eventi, di cui sette maschili e sette femminili. Hanno partecipato 387 concorrenti provenienti da 135 paesi, tra cui Wojdan Shaherkani, la prima donna a rappresentare l'Arabia Saudita ai Giochi Olimpici.
La Russia, allenata dall'italiano Ezio Gamba, ha avuto i migliori risultati con tre medaglie d'oro, un argento e un bronzo, tutte nelle categorie maschili.
Il Giappone, patria del Judo e nazione dominante nello sport per decenni, ha avuto il peggior risultato: da otto medaglie d'oro ad Atene nel 2004 e quattro medaglie d'oro a Pechino nel 2008, a Londra ha vinto solo un oro solamente. Per la prima volta dal 1964, nessun atleta giapponese ha vinto l'oro nelle categorie maschili. In questa edizione hanno raggiunto per la prima volta il podio atleti di Ungheria (Éva Csernoviczki bronzo), Slovenia (Urška Žolnir oro nei -63 kg) e Colombia (Yuri Alvear).

## Qualificazioni
Per le qualificazioni olimpiche, la IJF si è basata sui propri ranking mondiali ufficiali al 1º maggio 2012.

## Calendario
| Uomini | 60 kg | 66 kg | 73 kg | 81 kg | 90 kg | 100 kg | +100 kg | 7  |
| Donne  | 48 kg | 52 kg | 57 kg | 63 kg | 70 kg | 78 kg  | +78 kg  | 7  |
| Totale | 2     | 2     | 2     | 2     | 2     | 2      | 2       | 14 |

|  | Qualificazioni |  | FINALI |

## Podi

### Uomini
| Evento                                        | Oro                   | Argento                 | Bronzo                               |
| fino a 60 kg (pesi super-leggeri) (dettagli)  | Arsen Galstyan        | Hiroaki Hiraoka         | Felipe Kitadai Rishod Sobirov        |
| fino a 66 kg (pesi mezzo-leggeri) (dettagli)  | Lasha Shavdatuashvili | Miklós Ungvári          | Masashi Ebinuma Cho Jun-Ho           |
| fino a 73 kg (pesi leggeri) (dettagli)        | Mansur Isaev          | Riki Nakaya             | Ugo Legrand Sainjargal Nyam-Ochir    |
| fino a 81 kg (pesi medio-leggeri) (dettagli)  | Kim Jae-Bum           | Ole Bischof             | Ivan Nifontov Antoine Valois-Fortier |
| fino a 90 kg (pesi medi) (dettagli)           | Song Dae-Nam          | Asley González          | Īlias Īliadīs Masashi Nishiyama      |
| fino a 100 kg (pesi medio-massimi) (dettagli) | Tagir Chajbulaev      | Naidangiin Tüvshinbayar | Dimitri Peters Henk Grol             |
| oltre 100 kg (pesi massimi) (dettagli)        | Teddy Riner           | Aleksandr Michajlin     | Andreas Tölzer Rafael Silva          |

### Donne
| Evento                                       | Oro             | Argento             | Bronzo                              |
| fino a 48 kg (pesi super-leggeri) (dettagli) | Sarah Menezes   | Alina Dumitru       | Éva Csernoviczki Charline van Snick |
| fino a 52 kg (pesi mezzo-leggeri) (dettagli) | An Kum Ae       | Yanet Bermoy Acosta | Rosalba Forciniti Priscilla Gneto   |
| fino a 57 kg (pesi leggeri) (dettagli)       | Kaori Matsumoto | Corina Căprioriu    | Automne Pavia Marti Malloy          |
| fino a 63 kg (pesi medio-leggeri) (dettagli) | Urška Žolnir    | Xu Lili             | Yoshie Ueno Gévrise Émane           |
| fino a 70 kg (pesi medi) (dettagli)          | Lucie Decosse   | Kerstin Thiele      | Yuri Alvear Edith Bosch             |
| fino a 78 kg (pesi medio-massimi) (dettagli) | Kayla Harrison  | Gemma Gibbons       | Audrey Tcheuméo Mayra Aguiar        |
| oltre 78 kg (pesi massimi) (dettagli)        | Idalys Ortiz    | Mika Sugimoto       | Karina Bryant Tong Wen              |

## Medagliere
| Posizione | Paese          |    |    |    | Totale |
| --------- | -------------- | -- | -- | -- | ------ |
| 1         | Russia         | 3  | 1  | 1  | 5      |
| 2         | Francia        | 2  | 0  | 5  | 7      |
| 3         | Corea del Sud  | 2  | 0  | 1  | 3      |
| 4         | Giappone       | 1  | 3  | 3  | 7      |
| 5         | Cuba           | 1  | 2  | 0  | 3      |
| 6         | Brasile        | 1  | 0  | 3  | 4      |
| 7         | Stati Uniti    | 1  | 0  | 1  | 2      |
| 8         | Corea del Nord | 1  | 0  | 0  | 1      |
| 8         | Slovenia       | 1  | 0  | 0  | 1      |
| 8         | Georgia        | 1  | 0  | 0  | 1      |
| 11        | Germania       | 0  | 2  | 2  | 4      |
| 12        | Romania        | 0  | 2  | 0  | 2      |
| 13        | Gran Bretagna  | 0  | 1  | 1  | 2      |
| 13        | Ungheria       | 0  | 1  | 1  | 2      |
| 13        | Mongolia       | 0  | 1  | 1  | 2      |
| 13        | Cina           | 0  | 1  | 1  | 2      |
| 17        | Paesi Bassi    | 0  | 0  | 2  | 1      |
| 18        | Belgio         | 0  | 0  | 1  | 1      |
| 18        | Italia         | 0  | 0  | 1  | 1      |
| 18        | Uzbekistan     | 0  | 0  | 1  | 1      |
| 18        | Canada         | 0  | 0  | 1  | 1      |
| 18        | Colombia       | 0  | 0  | 1  | 1      |
| 18        | Grecia         | 0  | 0  | 1  | 1      |
| Totale    | Totale         | 14 | 14 | 28 | 56     |

## Politica

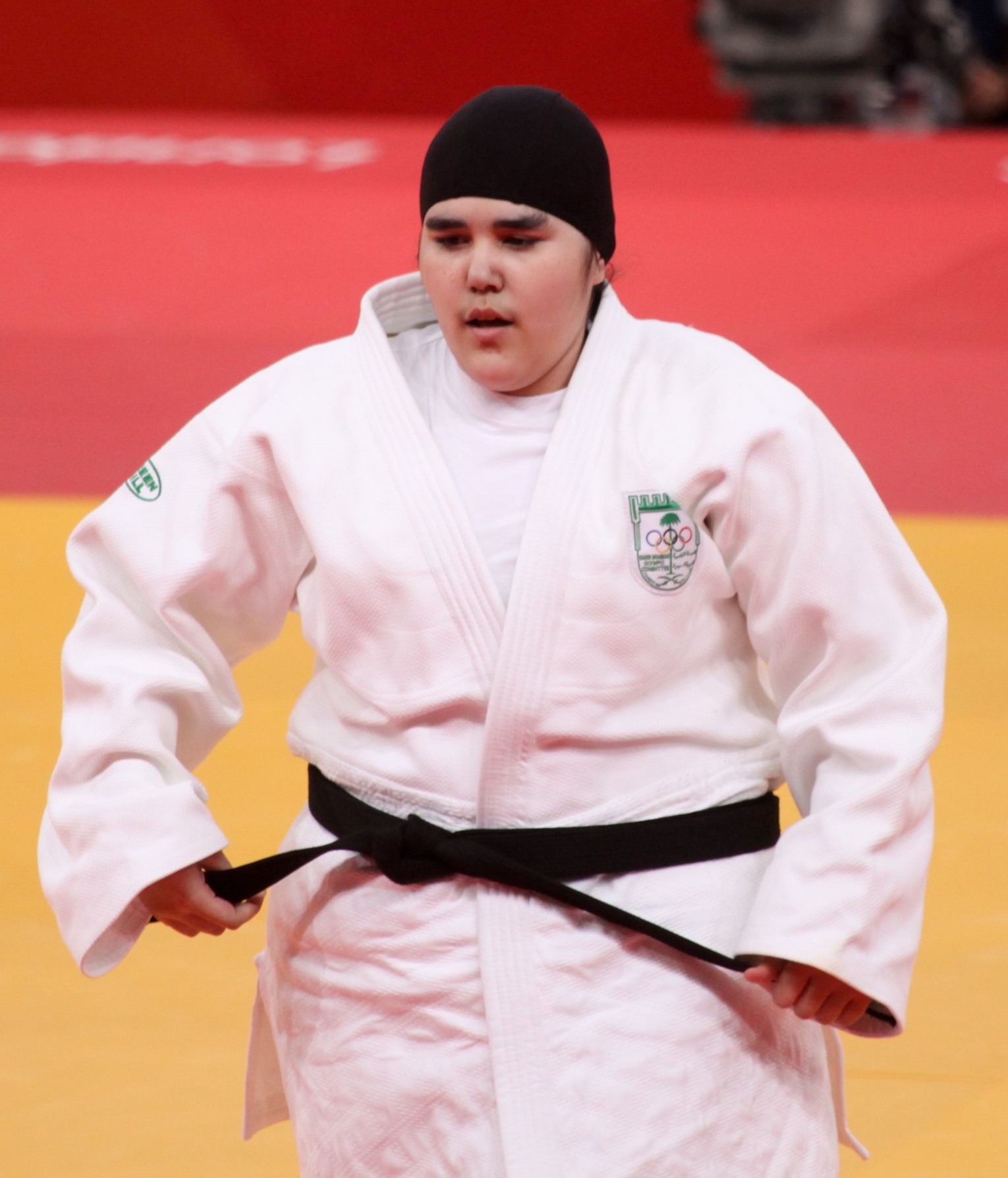
Wojdan Shaherkani prima judoka e atleta donna dell'Arabia Saudita.

Le gare olimpiche di judo hanno visto la presenza del presidente François Hollande e soprattutto di Vladimir Putin e David Cameron. Il presidente russo non veniva in visita ufficiale in Gran Bretagna da sette anni.
Grande risalto mediatico e politico ha avuto la partecipazione al torneo dell'atleta saudita Wojdan Shaherkani, poiché in Arabia Saudita le donne non possono partecipare e competere negli sport.
Il governo saudita ha ceduto alle pressioni internazionali e delle attiviste per i diritti delle donne per includere le donne nello sport. Il Comitato Olimpico dell'Arabia Saudita ha scelto di non promuovere la partecipazione di Shahrkhani e di obbligare l'atleta a rispettare la sharia per quanto riguarda l'abbigliamento. Il 30 luglio, Shahrkhani minaccia il ritiro dalla gara se non le verrà concesso di indossare il velo durante il periodo delle gare. Suo padre ha chiarito che vuole che la figlia competa per fare la "nuova storia delle donne saudite", ma non senza hijab. Il giorno dopo il CIO e la International Judo Federation ha annunciato che l'accordo era stato raggiunto su l'hijab che avrebbe potuto indossare. Il progetto concordato è stato una copertura aderente dei capelli, piuttosto che il velo più comune che tende intorno al collo e sotto il mento.
Ha incontrato al primo turno la portoricana Melissa Mojica uscendo sconfitta da questa in 82 secondi.

## Statistiche
Durante i sette giorni di gara si sono dati 573 shido e 204 ippon su 429 incontri disputati nel Torneo di Judo ai Giochi Olimpici di Londra 2012.